# Usipeti
Gli Usipeti o Usipi erano un antico popolo germanico occidentale stanziato nella Germania Magna, lungo la riva destra del Reno e quindi immediatamente oltre il limes renano, probabilmente tra le valli del Lahn e del Sieg.

## Storia

### Al tempo di Cesare (55-54 a.C.)
Cesare ricorda gli Usipeti e i Tencteri come due popolazioni germaniche, che nel 55 a.C., spinte alle spalle dai Suebi, si ammassarono sulla riva destra del fiume Reno, con l'intento di passare in Gallia. Gaio Giulio Cesare e i capi di queste tribù si incontrarono per giungere a un compromesso, ma attaccarono a tradimento i romani. Il giorno seguente, il proconsole romano ordinò l'attacco e con azione fulminea piombò su queste popolazioni. Gli Usipeti e i Tencteri furono costretti a fuggire fino alla confluenza della Mosa con il Reno dove, non avendo più speranza di fuga, finirono uccisi o si gettarono nel fiume nel tentativo di attraversarlo.

Al tempo di Cesare, prima della loro migrazione in Gallia, si trovavano della regione sulla riva destra del Reno, compresa tra il popolo dei Catti, a sud, e dei Sigambri, a nord.. Cesare, in seguito anche Tacito, raccontavano della loro abilità nel combattere a cavallo: 
(Cesare, De bello gallico, IV, 12.)

#### Identificazione del luogo dello scontro tra Cesare, Usipeti e Tencteri
Il giorno 11 dicembre 2015, nel corso di una conferenza stampa tenutasi presso l'Allard Pierson Museum di Amsterdam, l'archeologo della Vrije Universiteit di Amsterdam Nico Roymans annunciò che, grazie alla combinazione di dati storici, archeologici e geochimici, era stato scoperto il luogo dove nel 55 a.C. Giulio Cesare aveva sconfitto le due tribù degli Usipeti e dei Tencteri. In particolare, nel sito si sono rinvenuti resti di scheletri, spade, punte di lancia e di un elmo appartenenti alle due tribù germaniche, che furono totalmente massacrate (si sono rinvenuti scheletri anche di donne e bambini), tanto da far pensare a un genocidio. Per la prima volta è stato possibile dimostrare così la presenza di Giulio Cesare sul territorio dei Paesi Bassi. Il luogo della battaglia si trova presso Kessel, nel Brabante Settentrionale, a circa 120 km dalla costa laddove convergono Reno e Mosa.

### Da Augusto a Domiziano (16 a.C. - 82 d.C.)
Dopo gli eventi narrati da Cesare nel De bello Gallico, si stabilirono sulla riva destra del fiume Reno, occupando gran parte delle terre degli Ubi, che avevano attraversato il fiume. Nel 16 a.C. Tiberio, appena nominato pretore, accompagnò Augusto in Gallia Comata, dove trascorse i tre anni successivi, fino al 13 a.C., per assisterlo nell'organizzazione e governo delle province galliche. Il princeps fu accompagnato dal figliastro anche in una campagna punitiva oltre il Reno, contro le tribù dei Sigambri e dei loro alleati, Tencteri ed Usipeti, che nell'inverno del 17-16 a.C. avevano causato la sconfitta del proconsole Marco Lollio e la parziale distruzione della legio V Alaudae e la perdita delle insegne legionarie.
Nel 12/11 a.C. furono sconfitti da Druso. Forse nel I secolo confluirono nella confederazione dei Franchi. Strabone nella sua Geografia e Tacito, sia nella Germania sia nell'Agricola, li ricordano come "Usipi". Nella Germania gli Usipi vengono descritti come una delle tribù che abitavano accanto ai Catti ed ai Tencteri durante il I secolo. Più diffusamente Tacito se ne occupa in maniera più completa nell'Agricola, dove si racconta di come una coorte di Usipi fece parte dell'esercito romano durante una campagna in Britannia settentrionale (probabilmente sulla costa occidentale) guidata dal generale Gneo Giulio Agricola (probabilmente nell'82). Questa coorte si ribellò uccidendo il centurione, rubando tre navi e circumnavigando la Britannia settentrionale. Alla fine vennero obbligati al cannibalismo a causa della mancanza di cibo. Infine approdarono sul territorio controllato dai Suebi, dove alcuni vennero catturati. Altri vennero presi dai Frisi ed i pochi sopravvissuti vennero venduti come schiavi per poter raccontare la loro storia. Cassio Dione racconta una storia simile, ma semplificata, in cui gli eventi sono ambientati pochi anni prima.